# Szahram Mahmudi
Szahram Mahmudi (pers. شهرام محمودی; ur. 20 lipca 1988 w Mijane) – irański siatkarz, grający na pozycji atakującego. Od sezonu 2018/2019 występuje w drużynie Khatam Ardakan VC.

## Sukcesy klubowe
Mistrzostwo Iranu:
- 2008, 2009, 2012, 2013, 2014, 2016, 2017, 2018
- 2015

Klubowe Mistrzostwa Azji:
- 2008, 2009, 2013, 2014, 2016, 2017, 2018
- 2012

## Sukcesy reprezentacyjne
Mistrzostwa Świata Juniorów:
- 2007

Mistrzostwa Azji:
- 2013

Igrzyska Azjatyckie:
- 2014

## Nagrody indywidualne
- 2012: Najlepszy atakujący Klubowych Mistrzostw Azji
- 2014: MVP Klubowych Mistrzostw Azji
- 2016: MVP Klubowych Mistrzostw Azji
- 2017: MVP Klubowych Mistrzostw Azji